# Dallas Hilton
El Dallas Hilton, también conocido como Hilton Hotel y que actualmente opera como el Dallas Hotel Indigo, es una estructura histórica ubicada en la esquina de Main Street y S. Harwood Street en el centro de Dallas, Texas ( EE . UU .). El hotel es una propiedad contribuyente en el distrito histórico de Harwood Street y el distrito de Main Street . También se encuentra cruzando la calle desde Main Street Garden Park .

## El principio
El Hotel Hilton, construido en 1925 para Conrad Hilton, fue su primer hotel en llevar el nombre " Hilton ". Conrad Hilton operó una de las dos primeras cadenas hoteleras del estado y se convirtió en un operador hotelero líder mundial, con una cadena internacional de hoteles y resorts.
A diferencia de sus hoteles anteriores, que fueron comprados y renovados pero no construidos por el propio Conrad Hilton, el nuevo hotel en Dallas fue diseñado por Hilton desde cero para ser un destacado hotel de gran altura.
Para el sitio de construcción, Hilton eligió el punto más alto del centro de Dallas. Hilton contrató al destacado estudio de arquitectura de Lang y Witchell, una de las dos firmas más respetadas de Dallas, para diseñar el nuevo hotel. Diseñaron el hotel como una estructura de mampostería y hormigón armado de 14 pisos en un estilo simplificado sullivanesco con fachadas simétricas y detalles de bellas artes . Su plan de herradura es similar al del Edificio Magnolia y presenta dos torres masivas que se proyectan hacia Harwood Street, que forman una cancha abierta. Las torres estaban unidas en la fachada principal (Harwood) con una entrada de frontispicio y un elaborado puente en el nivel 10.
El 25 de julio de 1924 se inició la construcción y el edificio se completó poco más de un año después por un costo total de $ 1.36 millones, el segundo rascacielos más costoso de Hilton en Texas. El hotel abrió oficialmente el jueves 6 de agosto de 1925. Hilton maximizó todo el espacio disponible en las áreas públicas del hotel para una variedad de servicios de venta. La presencia del farmacéutico, la tienda de hombres, la peluquería, el servicio de aparcacoches, el salón de belleza, la cafetería, la sastrería, el puesto de cigarros / prensa, la oficina de telégrafos, el comedor y otros se combinaron con el énfasis de Hilton en el servicio, mientras que los alquileres pagados por esos servicios complementaron las finanzas. de la operación. No queriendo vincular el capital en la propiedad de la tierra, Hilton presentó la idea de un arrendamiento de la tierra por 99 años con el Dallas Hilton. El concepto era bien conocido en el Este en 1925, pero era nuevo en los círculos comerciales de Texas.
Las oficinas privadas de Hilton también se ubicaron en el entresuelo, al igual que siete salas de muestra con camas de pared Murphy. Las 325 habitaciones eran típicamente pequeñas y estaban pintadas en colores gris perla y crema. Las habitaciones y los pasillos estaban alfombrados. La mayoría tenía baños completos, y el resto tenía medio baño. El setenta y cinco por ciento de las habitaciones tenían exposición sur o este para una ventilación máxima; no se ubicaron habitaciones en el oeste.
La competencia de los lujosos hoteles Adolphus y Baker ubicados a solo unas cuadras obligó a Hilton a formular una estrategia de marketing para atraer a una nueva clientela, "The Average Man", a quien un hotel moderno de diseño atractivo y de precio moderado resultaría atractivo en una ciudad donde Eran pocas alternativas.

## Cambios
Durante la Gran Depresión, Hilton perdió cuatro hoteles y salvó cinco, uno de los cuales fue el Hilton de Dallas. En 1938, renunció al arrendamiento operativo del Dallas Hilton después de su mudanza a California. George Loudermilk, el propietario, contrató con otro conocido operador hotelero en Texas, AC "Jack" White, en julio de 1938 para administrar el hotel. White cambió el nombre del hotel a White Plaza . También realizó mejoras por un total de $ 150,000, incluidas mejoras en el sistema de aire acondicionado. Las 325 habitaciones se convirtieron en 234, todas con baño privado. Loudermilk residió en el hotel hasta su muerte en 1953.
En 1961, el edificio fue vendido a Earlee Hotels, pero el hotel continuó con el nombre de White Plaza hasta 1974. Durante estos años, el hotel comenzó a deteriorarse y disminuir su popularidad.

## Restauración
En 1977, Opal Sebastian, inversor inmobiliario, compró el edificio y cambió el nombre a Plaza . Todos los pisos por encima del cuarto nivel habían estado cerrados por un período de tiempo desconocido, y todas las habitaciones estaban en malas condiciones. Sebastian volvió a abrir los pisos uno por uno a medida que fueron rehabilitados.
El 15 de febrero de 1985, el hotel fue vendido nuevamente a Dallas Plaza Partners de California, compuesto por Hotel Equity Management y Blackmond, Garlock y Flynn, el comerciante de bienes raíces bancario de San Francisco. Los Dallas Plaza Partners firmaron un contrato con Corgan Architects Associates para restaurar el hotel y Jerry O'Hara para renovar el interior, lo que llevó diez meses. En diciembre de 1985, The Dallas Plaza Hotel abrió sus puertas. Más tarde pasó a llamarse The Aristocrat Hotel of Dallas y fue administrado por Holiday Inn .
El edificio fue agregado al Registro Nacional de Lugares Históricos y designado como Monumento de Dallas en 1985. También fue designado como Monumento Histórico Histórico de Texas en 1988.

## Actualidad
En 2006, InterContinental Hotels Group, la compañía matriz de Holiday Inn, convirtió el hotel en el Hotel Indigo Dallas Downtown . El interior de la propiedad se sometió a una renovación de 5 millones de dólares que introdujo pisos de madera, baños de invitados tipo spa, un centro de negocios y un gimnasio mejorado. Hoy el hotel contiene 3000 pies cuadrados (278,7 m²)     de espacio para reuniones y 169 salas.